# 달 탐사

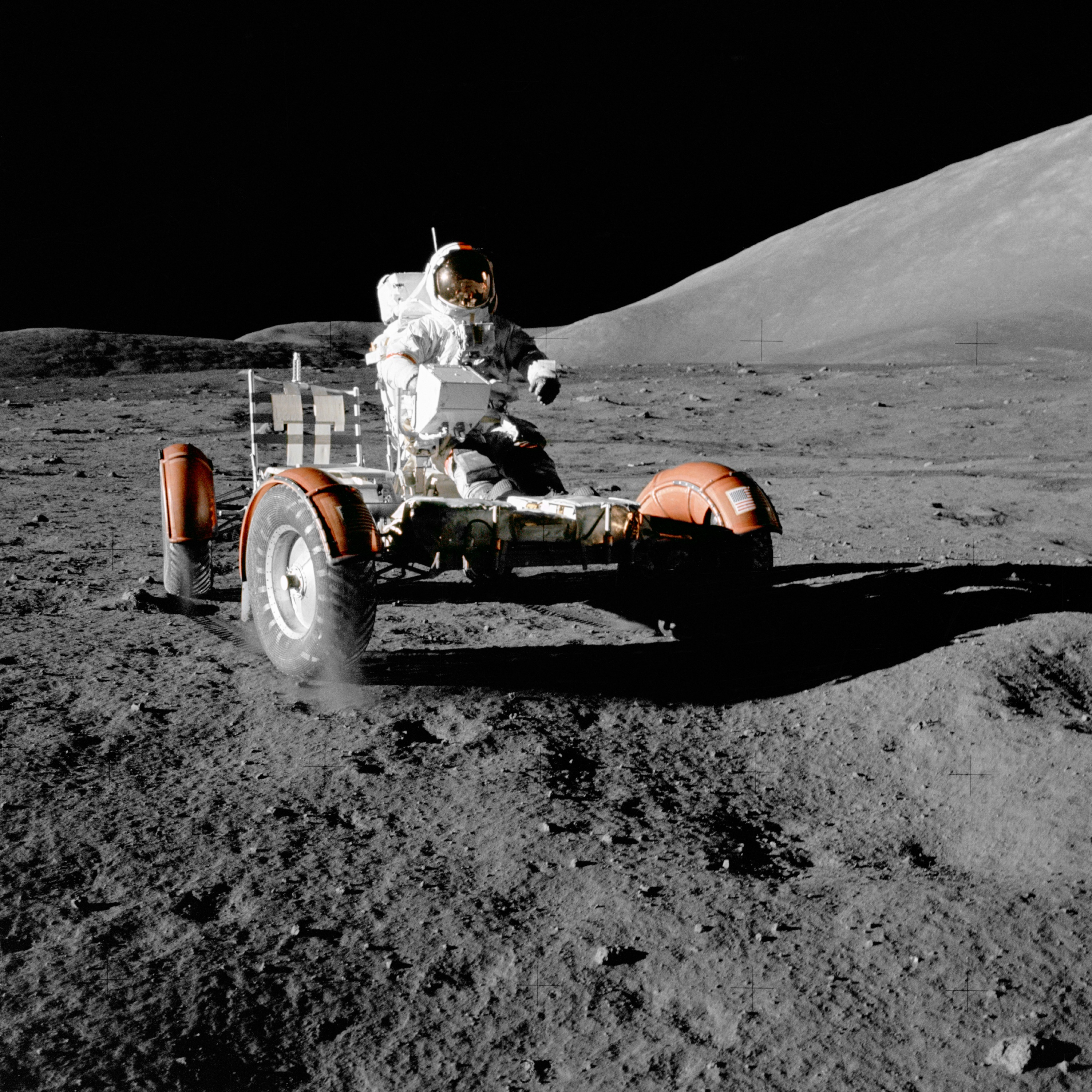
월면차를 탄 아폴로 17호의 선장 유진 서넌

달 탐사(영어: exploration of the Moon)는 달에 대한 호기심은 인간이 밤하늘을 올려다보던 과거부터 시작되었지만, 물리적인 탐사는 1959년 소련의 루나 2호로 시작하였다. 1969년에는 미국의 아폴로 11호가 최초로 유인 달 착륙에 성공하였다. 지금도 탐사선을 통한 달 탐사는 활발히 진행되고 있으며, 일본, 중국, 인도와 같은 신흥 우주개발국의 탐사가 두드러지고 있다.

## 역사
과거부터 인류는 하늘에 떠 있는 달을 관찰하기를 그치지 않았으며, 1609년에는 갈릴레오 갈릴레이가 최초로 망원경을 이용해 달을 관측하는 등 계속해서 관측을 해 왔다. 그러나 본격적인 달 탐사는 냉전과 함께 시작된 미국과 소련의 우주 경쟁에 의해서 시작되었다. 이렇게 가속된 달 탐사 경쟁은 1969년 미국의 아폴로 계획으로 유인 달착륙을 성공할 때까지 지속되었고, 그 뒤로도 미국과 소련은 달 탐사를 계속하였으나 1976년 소련의 루나 24호를 마지막으로 한동안 달 탐사는 중단되었다. 하지만 1990년 일본이 히텐을 발사하면서 뜸했던 달 탐사는 다시 시작되었고, 그 뒤를 중국의 창어 1호와 인도의 찬드라얀 1호가 이으며 달 탐사가 다시 활발해지고 있다.
최초로 달에 도달한 인공 물체는 소련의 루나 2호로, 1959년 9월 13일 달에 충돌하였다. 루나 3호는 1959년 10월 7일 최초로 달의 뒷면을 관측해 사진을 전송하는데 성공했고, 루나 9호는 1966년 2월 3일 최초로 달 표면에 착륙해 사진을 전송하였다. 미국은 경쟁에서 뒤쳐진 것을 만회하기 위해 1961년 유인 달 착륙 계획을 발표하였고, 그 뒤로 서베이어 계획과 루나 오비터 계획을 통해 여러 차례 무인 착륙선과 궤도선을 보냈다. 1968년 12월 24일에는 아폴로 8호가 세계 최초로 유인 달 궤도를 도는데 성공하였고, 1969년 7월 20일에는 아폴로 11호가 최초의 유인 달 착륙에 성공하였다. 미국의 아폴로 계획은 1972년 12월 19일 아폴로 17호가 귀환 할 때까지 계속되었다.
소련은 꾸준히 무인 달 탐사를 진행하였으며, 1969년 7월 21일에는 표본 채집 임무를 띈 루나 15호가 아폴로 11호와 거의 동시에 달 착륙을 시도하기도 하였으나 표면에 충돌하여 실패하기도 하였다. 1970년 9월 24일 루나 16호가 최초로 무인으로 달 토양을 채집하여 귀환하는데 성공하였다. 1970년 11월 17일에는 최초의 달 로버인 루노호트 1호가 루나 17호와 함께 착륙하였고, 1973년 1월 15일 루나 21호와 함께 착륙한 루노호트 2호는 달 표면을 총 37km 이동하여 지구 외부 천체 표면을 가장 멀리 이동한 로버가 되었다.
중국은 달 궤도 비행, 착륙, 귀환의 3단계로 이루어진 달 탐사 계획인 창어 계획을 2003년 발표했다. 이 계획에 따라 2007년 10월 24일 중국 최초의 달 탐사선인 창어 1호를 발사했고, 2013년 12월 14일에는 아시아 최초의 달 착륙선인 창어 3호가 달 표면에 성공적으로 착륙했다. 2019년 1월 3일에는 창어 4호가 세계 최초로 달 뒷면에 착륙했다.

## 계획
컨스텔레이션 계획의 취소 이후로, 미국의 달 탐사는 한동안 중지되었지만, 2024년까지 국제 협력과 민간 기업과의 협력을 통해 달에 최초의 여성 우주비행사를 보내고, 최종적으로는 달에 지속 가능한 기지를 건설하는 아르테미스 계획을 선언하면서 달 다시 달 탐사에 속도를 내고 있다. 상업적인 달 화물 서비스 프로그램을 통해 2020년에서 2021년에 3곳의 민간 우주 기업의 달 착륙선을 달에 보낼 예정이다. 또한 2022년에는 달 궤도의 우주 정거장인 루나 게이트웨이의 첫 번째 모듈을 발사할 예정이다. 이 계획과는 별개로 스페이스X는 스타십을 이용해 2023년에 최초로 달에 민간인을 보낼 예정이다.
일본은 일본 우주항공연구개발기구와 토요타 자동차가 협력하여 달 착륙선을 개발하고 2029년에 무인 탐사선을, 2030년에서 2034년 사이에 유인 탐사선을 착륙시킬 예정이다.
유럽 우주국은 2024년까지 달에 유인 착륙선을 보낼 예정이다. 러시아 연방 우주국은 1997년 달에 무인 기지를 건설하는 루나 글로브 계획을 세웠지만 1998년 금융 위기로 중지되었다가 2015년에 다시 재개되었다. 이 계획에 따르면 러시아는 2021년에 달의 남극에 착륙할 루나 25호를 발사하고 2025년에는 달에서 표본을 체취하고 돌아올 루나 28호를 발사할 예정이다.
대한민국은 2022년에 달 궤도선 다누리를 발사하였으며, 2030년에 달 착륙선을 발사할 예정이다.

## 연표
| 이름                    | 발사일           | 도착일                        | 종료일           | 결과                                                                                     |
| ----------------------- | ---------------- | ----------------------------- | ---------------- | ---------------------------------------------------------------------------------------- |
| 루나 1호                | 1959년 1월 2일   | 1959년 1월 4일                |                  | 달 표면에 충돌할 목적으로 발사. 달 표면으로부터 5,995km 근접비행. 세계 최초의 달 탐사선. |
| 파이어니어 4호          | 1959년 3월 3일   | 1959년 3월 4일                | 1959년 3월 7일   | 달 표면에 충돌할 목적으로 발사. 달 표면으로부터 60,000km 근접비행.                       |
| 루나 2호                | 1959년 9월 12일  | 1959년 9월 13일               |                  | 세계 최초로 달 표면에 충돌한 탐사선.                                                     |
| 루나 3호                | 1959년 10월 4일  | 1959년 10월 6일               |                  | 최초로 달 뒷면의 사진을 전송.                                                            |
| 레인저 7호              | 1964년 7월 28일  | 1964년 7월 31일               |                  | 달 표면에 충돌 성공.                                                                     |
| 루나 9호                | 1966년 1월 31일  | 1966년 2월 3일                | 1966년 2월 6일   | 최초로 달 표면에 착륙 성공, 사진 전송.                                                   |
| 루나 10호               | 1966년 3월 31일  | 1966년 4월 3일                | 1966년 5월 30일  | 최초로 달 궤도에 진입.                                                                   |
| 서베이어 1호            | 1966년 5월 30일  | 1966년 6월 2일                | 1967년 1월 7일   | 달 표면에 착륙 성공.                                                                     |
| 루나 오비터 1호         | 1966년 8월 10일  | 1966년 8월 14일               | 1967년 10월 29일 | 달 궤도 진입 성공.                                                                       |
| 서베이어 3호            | 1967년 4월 17일  | 1967년 4월 20일               | 1967년 5월 3일   | 달 표면에 착륙 성공. 차후 아폴로 12호 승무원에 의해 회수됨.                              |
| 아폴로 8호              | 1968년 12월 21일 | 1968년 12월 24일              | 1968년 12월 27일 | 최초의 유인 달 궤도 진입.                                                                |
| 아폴로 11호             | 1969년 7월 16일  | 1969년 7월 20일               | 1969년 7월 24일  | 최초의 유인 달 착륙.                                                                     |
| 루나 16호               | 1970년 9월 12일  | 1970년 9월 20일               | 1970년 9월 24일  | 최초로 무인으로 달 토양을 채집해 귀환하는데 성공.                                        |
| 루나 17호, 루노호트 1호 | 1970년 11월 10일 | 1970년 11월 17일              | 1971년 9월 14일  | 최초로 무인 달 로버 착륙.                                                                |
| 아폴로 15호             | 1971년 7월 26일  | 1971년 7월 30일               | 1971년 8월 7일   | 최초의 유인 월면차 사용.                                                                 |
| 히텐                    | 1990년 1월 24일  | 1990년 3월 19일               | 1990년 4월 10일  | 아시아 최초의 달 탐사선.                                                                 |
| 가구야                  | 2007년 9월 14일  | 2007년 10월 4일               | 2009년 6월 11일  | 최초로 달 전체 3차원지도 제작. 최초로 고선명 비디오 촬영.                                |
| 창어 1호                | 2007년 10월 24일 | 2007년 11월 5일               | 2009년 3월 1일   | 중국 최초의 달 탐사선.                                                                   |
| 찬드라얀 1호            | 2008년 10월 22일 | 2008년 11월 12일              | 2009년 8월 29일  | 인도 최초의 달 탐사선.                                                                   |
| 창어 3호                | 2013년 12월 6일  | 2013년 12월 14일              | 진행중           | 아시아 최초의 달 착륙선. 탐사 로봇 옥토끼(玉兎). 자외선 우주망원경 설치.                 |
| 창어 4호                | 2018년 12월 7일  | 2019년 1월 3일                | 진행중           | 최초로 달 뒷면에 착륙.                                                                   |
| 찬드라얀 2호            | 2019년 7월       | 궤도선과 착륙선, 로버로 구성. |                  |                                                                                          |
| 창어 5호                | 2019년           | 무인 표본 채집 후 귀환 예정.  |                  |                                                                                          |
| 한국형 달 궤도선        | 2022년 8월 5일   | 대한민국 최초의 달 탐사선     |                  |                                                                                          |

### 예정
| 이름                  | 예정일              | 비고                                                               |
| --------------------- | ------------------- | ------------------------------------------------------------------ |
| 창어 6호              | 2023년              | 무인 표본 채집 후 귀환 예정.                                       |
| 상업적 달 화물 서비스 | 2020년 ~ 2021년     | 미국 민간 기업 3곳에서 각각 달 탐사선 발사 예정                    |
| 아르테미스 1호        | 2022년 8월 29일     | 달 궤도선, 오리온 우주선과 SLS의 첫 발사.                          |
| 루나 25호             | 2021년 7월          | 1976년 루나 24호 이후 첫 러시아의 달 탐사선. 달의 남극에 착륙 예정 |
| 아르테미스 2호        | 2024년              | 21세기 최초의 유인 달 궤도선.                                      |
| 루나 26호             | 2024년              | 달 궤도선                                                          |
| 아르테미스 3호        | 2025년              | 아폴로 계획 이후의 첫 번째 유인 달 착륙                            |
| 한국 무인 달착륙선    | 2025년(또는 2031년) | 대한민국 최초의 무인 달 착륙선                                     |
| 루나 28호             | 2025년              | 달에서 표본 체취 후 귀환 예정                                      |
| 한국형 달 탐사선      | 2030년              |                                                                    |
| 모스크바 1호          | 2031년              | 러시아 최초의 유인 달 착륙                                         |

## 같이 보기
- 달 거주지
- 우주 탐사